# Comuna de Sokolniki
Sokolniki (polaco: Gmina Sokolniki) é uma gminy (comuna) na Polónia, na voivodia de Lodz e no condado de Wieruszowski. A sede do condado é a cidade de Sokolniki.
De acordo com os censos de 2004, a comuna tem 4891 habitantes, com uma densidade 61,1 hab/km².

## Área
Estende-se por uma área de 80,02 km², incluindo:
- área agrícola: 64%
- área florestal: 31%

## Demografia
Dados de 30 de Junho 2004:
|                      | Total   | Total | Mulheres | Mulheres | Homens  | Homens |
| -------------------- | ------- | ----- | -------- | -------- | ------- | ------ |
|                      | pessoas | %     | pessoas  | %        | pessoas | %      |
| População            | 4891    | 100   | 2485     | 50,8     | 2406    | 49,2   |
| Densidade (pop./km²) | 61,1    | 100   | 31,1     | 31,1     | 30,1    | 30,1   |

De acordo com dados de 2002, o rendimento médio per capita ascendia a 1617,62 zł.

## Subdivisões
- Bagatelka, Góry, Kopaniny, Nowy Ochędzyn, Pichlice, Prusak, Ryś, Sokolniki, Stary Ochędzyn, Tyble, Walichnowy, Wiktorówek, Zdzierczyzna

## Comunas vizinhas
- Biała, Czastary, Galewice, Lututów, Wieruszów